# De Gebroken Christus
Het beeld El Cristo Roto of De Gebroken Christus is een beeld van de gekruisigde Jezus Christus in de gemeente San José de Gracia van de Mexicaanse staat Aguascalientes. Staande op een eiland midden in een stuwmeer is het beeld in de verre omtrek te zien.

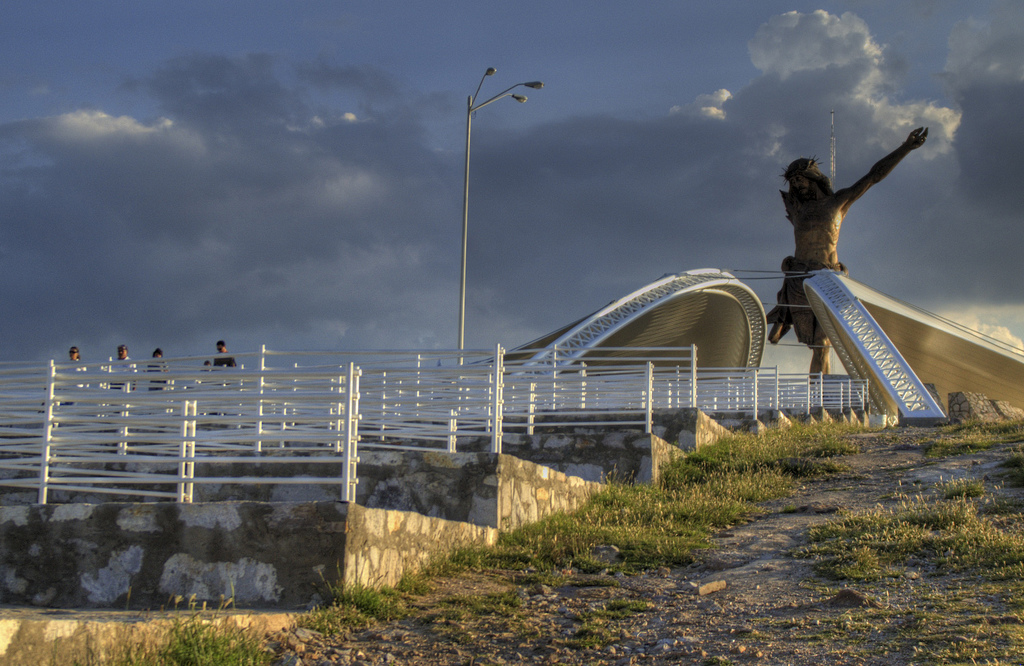
De bedevaartskerk van de Gebroken Christus

De Gebroken Christus staat symbool voor de problemen waarmee de lokale bevolking vroeger te kampen had bij de aanleg van het stuwmeer in de jaren '20 van de twintigste eeuw.
Het beeld meet 25 meter hoog en staat op een van beton en staal gemaakte sokkel van 3 meter hoog, de totale hoogte bedraagt dus 28 meter. Het beeld is een belangrijke toeristische trekpleister in de omgeving en draagt bij aan de lokale werkgelegenheid. Het beeld is het op twee na grootste beeld van Jezus Christus in Mexico.
De toegang tot het heiligdom is alleen mogelijk per boot. Vanaf de wal leidt een trap naar het beeld.